# Високе-Мазовецьке (гміна)
Гміна Високе-Мазовецьке (пол. Gmina Wysokie Mazowieckie) — сільська гміна у східній Польщі. Належить до Високомазовецького повіту Підляського воєводства.
Станом на 31 грудня 2011 у гміні проживало 5360 осіб.

## Територія
Згідно з даними за 2007 рік площа гміни становила 166.11 км², у тому числі:
- орні землі: 72.00%
- ліси: 23.00%

Таким чином, площа гміни становить 12.96% площі повіту.

## Населення
Станом на 31 грудня 2011:
| Опис     | Загалом | Загалом | Чоловіки | Чоловіки | Жінки | Жінки |
| -------- | ------- | ------- | -------- | -------- | ----- | ----- |
| одиниця  | осіб    | %       | осіб     | %        | осіб  | %     |
| все      | 5360    | 100     | 2729     | 50.91    | 2631  | 49.09 |
| міське   | 0       | 100     | 0        |          | 0     |       |
| сільське | 5360    | 100     | 2729     | 50.91    | 2631  | 49.09 |

## Сусідні гміни
Гміна Високе-Мазовецьке межує з такими гмінами: Високе-Мазовецьке, Замбрув, Колакі-Косьцельне, Кулеше-Косьцельне, Нові Пекути, Соколи, Чижев, Шепетово.